# Alejandra Estudillo
Alejandra Estudillo Torres, född 20 maj 2005, är en mexikansk simhoppare.

## Karriär
Vid panamerikanska spelen för juniorer 2021 tog Estudillo guld i 10-metersplattformen och silver i lagtävlingen. Vid panamerikanska spelen 2023 slutade hon på sjätte plats i kvalet i hopp från 10-metersplattformen. På grund av en regel som förhindrar att fler än två simhoppare från samma land kvalificerar sig för finalen stoppade det fortsatt tävlande för Estudillo då både Gabriela Agúndez och Alejandra Orozco fick bättre poäng i kvalet.
Vid VM 2024 i Doha tog Estudillo brons tillsammans med Kevin Berlín i mixat parhopp från 10-metersplattformen.